# Orepukia geophila
Orepukia geophila – gatunek pająka z rodziny Cycloctenidae. Występuje endemicznie na Nowej Zelandii.

## Taksonomia
Gatunek ten opisany został po raz pierwszy w 1973 roku przez Raymonda Roberta Forstera i Cecila Louisa Wiltona w czwartej części monografii poświęconej pająkom Nowej Zelandii. Jako miejsce typowe wskazano Mangareia w regionie Wairarapa.

## Morfologia
Holotypowa samica ma karapaks długości 3,2 mm i szerokości 2,1 mm oraz opistosomę (odwłok) długości 3 mm i szerokości 2,2 mm. Karapaks ma niewyraźnie zaznaczony wzór barwny. Ośmioro oczu rozmieszczonych jest w dwóch rzędach, z których przedni jest prosty. Oczy tylno-środkowe leżą nieco dalej z tyłu niż tylno-boczne. Szczękoczułki ustawione są pionowo i mają po 2 zęby na krawędziach tylnych oraz po 2 większe i grupkę małych ząbków na krawędziach przednich bruzd. Odnóża są ciemno obrączkowane. Kolejność par odnóży od najdłuższej do najkrótszej to: IV, I, II, III. Pazurki górne mają 10 ząbków, zaś pazurki dolne 3 ząbki. Opistosoma jest żółtawobrązowa z przyciemnieniami. Zaopatrzona jest w znacznie szerszy niż długi stożeczek.

## Występowanie i ekologia
Gatunek ten jest endemitem Nowej Zelandii, znanym tylko z regionu Wairarapa na Wyspie Północnej. Spotykany był wśród gliny na pobrzeżu rzeki.